# Texas International Pop Festival
Das Texas International Pop Festival war ein Rockfestival, das am Labor-Day-Wochenende vom 30. August bis zum 1. September 1969 – zwei Wochen nach dem Woodstock-Festival – in Lewisville (Texas) stattfand.

## Geschichte
Das Festival wurde von Angus G. Wynne III, Sohn von Angus G. Wynne Jr., dem Gründer des Freizeitparks Six Flags Over Texas, ins Leben gerufen. Wynne war ein Konzertveranstalter, der das Atlanta International Pop Festival Anfang Juli besucht hatte. Er beschloss, ein solches Rockfestival in der Nähe von Dallas zu organisieren; dazu holte er sich Alex Cooley als Partner, der zum Organisationsteam des Festivals in Atlanta gehört hatte.
Das Festival fand auf einem offenen Gelände bei der neu eröffneten Motorsport-Rennstrecke Dallas International Motor Speedway statt. In der Nähe befand sich der Campingplatz am Lewisville Lake, der von den Festivalbesuchern genutzt wurde. Dort gab es auch eine zweite Bühne („free stage“), auf der einige der Festivalmusiker nach ihrem Auftritt spielten, aber auch andere Bands auftraten.
Die Merry Pranksters kümmerten sich um den Campingplatz und die „free stage“. Die Hog Farm war – wie beim Woodstock-Festival – für die Sicherheit zuständig. Hugh Romney soll hier seinen Spitznamen Wavy Gravy bekommen haben.
Die Besucherzahl des Festivals wird auf 120.000 bis 150.000 geschätzt. Die Atmosphäre war friedlich. Es gab einen Toten nach einem Herzinfarkt sowie eine Geburt.
Die vorhandene Tontechnik war hervorragend. Es gibt Bootleg-Aufnahmen von nahezu allen Auftritten des Festivals, die meist von guter Qualität sind.

## Programm
Das Festival begann jeden Tag um 16 Uhr, nachdem Grand Funk Railroad (angekündigt als „Grand Funk Railway“) jeden Tag während der größten Hitze davor den Auftakt gemacht hatte. B. B. King trat jeden Abend auf und erzählte immer die gleichen Witze und Geschichten, weil er wohl dachte, jedes Mal ein anderes Publikum vor sich zu haben.

### Samstag, 30. August
1. Grand Funk Railroad
2. Canned Heat
3. Chicago Transit Authority
4. James Cotton Blues Band
5. Janis Joplin
6. B. B. King
7. Herbie Mann
8. Rotary Connection
9. Sam & Dave

### Sonntag, 31. August
1. Grand Funk Railroad
2. Chicago Transit Authority
3. James Cotton Blues Band
4. Delaney & Bonnie & Friends
5. The Incredible String Band
6. B. B. King
7. Led Zeppelin (angekündigt als „The Led Zeppelin“)
8. Herbie Mann
9. Sam & Dave
10. Santana

### Montag, 1. September
1. Grand Funk Railroad
2. Johnny Winter
3. Delaney & Bonnie & Friends
4. B. B. King
5. Nazz
6. Sly & the Family Stone
7. Spirit
8. Sweetwater
9. Ten Years After
10. Tony Joe White

## Gedenkstätte

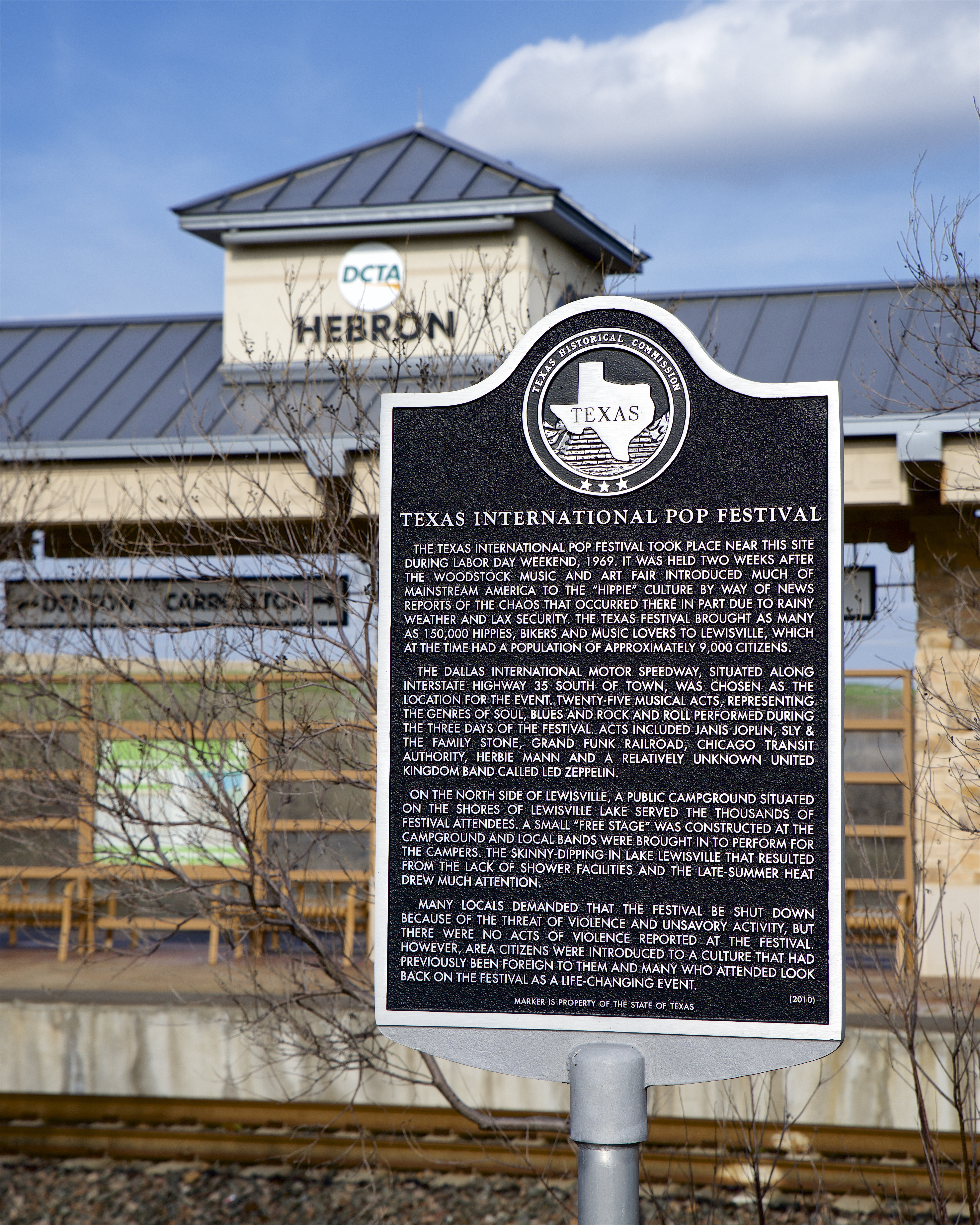
Gedenktafel an das Festival am Bahnhof Hebron in Lewisville.

Am 29. Januar 2010 wurde das Aufstellen einer Gedenktafel an das Festival am Bahnhof Hebron genehmigt. An dieser Stelle befand sich früher die Rennstrecke, an der das Festival stattgefunden hatte. Die benötigten 1500 US-Dollar wurden durch ein Benefizkonzert am 31. Januar 2010 in Lake Dallas eingespielt. Am 1. Oktober 2011 wurde die Gedenktafel feierlich eingeweiht.